# پیز تویسا
پیز تویسا (به لاتین: Piz Toissa) یک کوه در سوئیس است که در کانتون گراوبوندن واقع شده‌است. پیز تویسا ۲٬۶۵۷ متر بالاتر از سطح دریا واقع شده‌است.